# 田中俊
田中俊（たなか しゅん、本名：田中俊信（たなか　としのぶ）、1975年9月13日 - ）は、日本の俳優。大阪府堺市出身。身長171cm。体重58kg。血液型A型。ロ・ロール所属。

## 概要
特技は空手（弐段取得）。
- 1997年『首領への道 パート5』でデビューし、以降は舞台等を中心に活動する。
- 2003年に映画『赤い靴は〜いてた』の出演を期に映画俳優へ転向する。
- 2005年には「Team BAKALA」映像ユニットを結成し、メンバーに俳優ボブ鈴木・片山享などといっしょに作品づくりをはじめる。
- 2007年から室賀厚監督と出会い監督作品の常連俳優となる。

## 出演

### 映画
- 首領への道パート5（1997年　チンピラ役）石原興監督
- 赤い靴は〜いてた（2003年　裕介役）村橋明郎監督
- SIX BULLETS〜EPISODE6（2005年9月上映　後藤役）竹村文彦監督
- アダン（2005年~各映画館公開　弟子役）五十嵐匠監督
- 長州ファイブ（2007年2月~全国公開　寺島忠三郎役）五十嵐匠監督
- ジ・アーズ（2007年6月公開　徹役）中村拓監督
- キャプテン（2007年夏~全国公開　筑紫役）室賀厚監督
- 茜さす部屋（2007年　編集長役）星崎久美子監督
- スーパーカブ（2008年1月~各映画館公開　倉田役）室賀厚監督
- スーパーカブ2/激闘篇（2008年　倉田役）室賀厚監督
- 湾岸ミッドナイト THE MOVIE（2009年夏〜秋全国公開　香川役）室賀厚監督
- 走り屋ZERO VOL.2（2009年6月20日上映　本条役）　広瀬陽監督
- Dirty Heart（2009年12月　風峰役）辻岡正人監督
- 喧嘩番長 劇場版〜全国制覇（2010年3月公開　伊藤甲子太郎役）東海林毅監督
- 人生逆転ゲーム（2010年7月30日公開　冴木良平役）室賀厚監督
- 必殺キャバ嬢　（2011年2月　祐司役）石井良和監督
- 2ちゃんねるの呪い4（2011年4月　山崎役）永江二郎監督
- 脱出ゲーム　ZERO（2011年　三上幸生役）室賀厚監督
- ビンゴ（2012年9月22日公開　本波力役）福田陽平監督
- 6月6日（2013年5月25日　主役）室賀厚監督
- お元気ですか？　（2016年10月15日公開　藤木達也役）室賀厚監督
- キリマンジャロは遠く　（2016年10月公開　青木役）柏原寛司監督

### テレビドラマ　携帯ドラマ　ネットドラマ
- アーバンポリス24 部長刑事（1999年 ゲスト主役、朝日放送）
- S・フィールド（2000年 ゲスト主役 フジテレビ）
- 探偵事務所5（2005年WEBシネマ配信 チンピラ役）林海象監督
- TOY BOX 〜箱の中にあるモノ（2005年WEBシネマ配信　片岡彰吾役）ボブ鈴木監督
- 鉄道むすめ〜Girls be ambitious〜（2008年10月10日 - 2009年1月9日、tvk・テレ玉・チバテレビ・三重テレビ・KBS京都・サンテレビ）上田電鉄 - 八木沢達也役 - 東條政利監督
- 行列のできる恋愛裁判所（2009年携帯ドラマ配信）永江二郎監督
- 恋する血液型2（2009年携帯ドラマ配信）永江二郎監督
- 実録！リアル恐怖DX　永江二郎監督
- 帝王（第8話に出演！関西毎日放送7月10日深夜0時・関東TBS7月15日深夜0時29分スタート）黒服役　竹園元監督
- オフ会（2011年3月〜放送　たつる役）三原光尋監督
- 明日の光をつかめ 2（2011年7月-9月、フジテレビ系、東海テレビ製作）金丸義徳　検事役
- NHK　知恵泉　保科正之（保科正之役）

CM 広告
- 「JANISネット」（2005年）
- 「ATGS」（2008年）東京・大阪メトロにて広告
- 「PiTaPa」（南海グループ）2010年大阪メトロ全般広告
- 「ヤマハ発動機」（2012年）
- LINE広告（2014年）
- ウェルホーム　BEシステム（2015年）
- SUZUKI 自動車　カタログ＋web（2015年）
- Peugeot 体感乗車キャンペーン　CM（2016年）

### 舞台
- 「スーパー歌舞伎 ヤマトタケル」（1998年）
- 「脱出」（1999年）
- 「月の砂漠」（1999年）
- 「走者はつまずく」（2000年）
- 「失われた時間」（2000年）
- 「風ながるる」　（2012年）
- 「曾根崎心中　崔洋一監修　京都南座」（2014年）
- 「しがらみの向こうに」（2015年）
- 「ペテンの系譜」（2015年）
- 「めおと囃子　五木ひろし特別公演　明治座」（2015年）

### PV
- ナオリュウ「恋のしっぽ」（2005年）PV＋CDジャケット表紙